# Pulpa de tamarindo

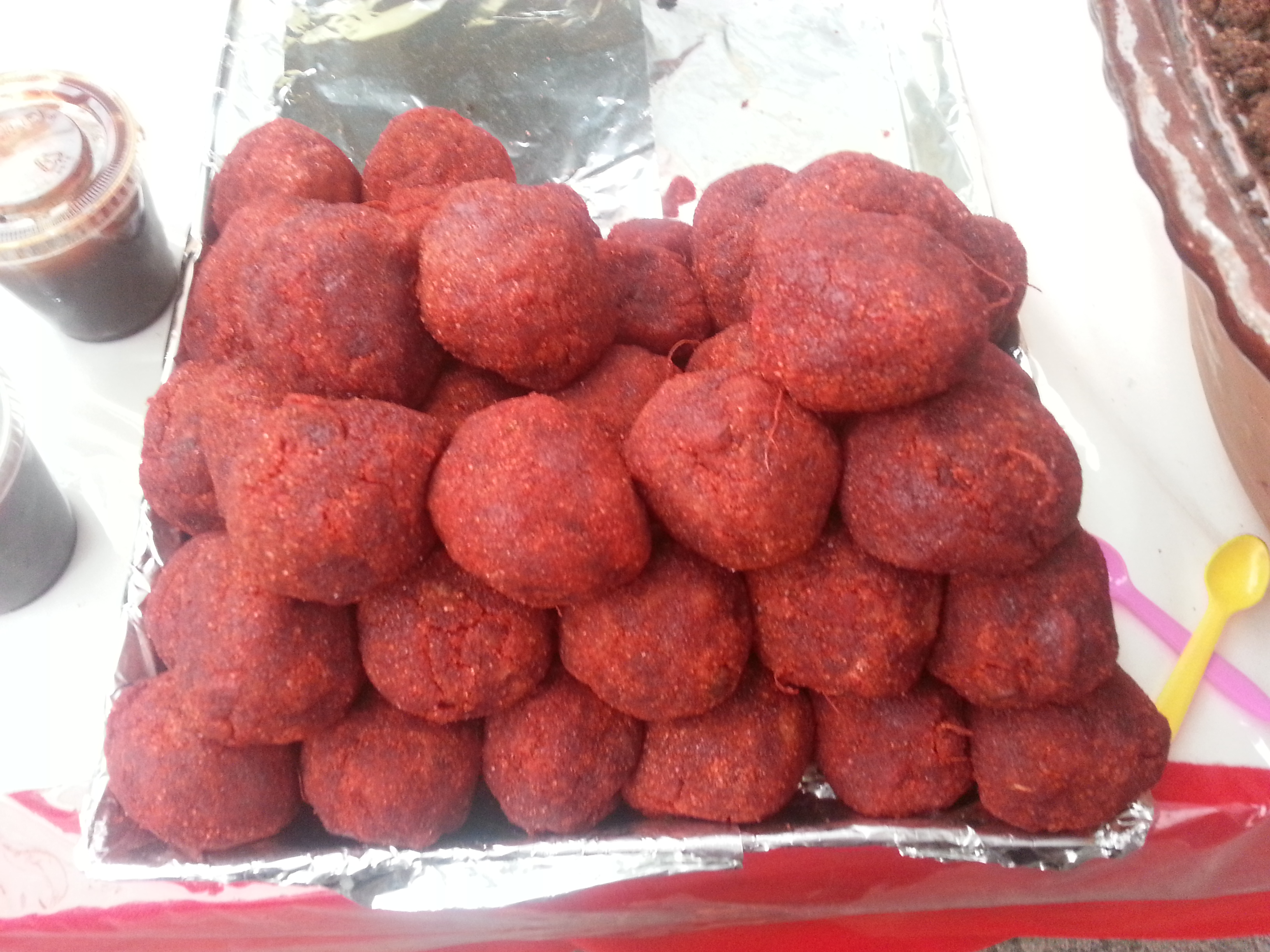
Dulces de pulpa de tamarindo.

La pulpa de tamarindo es un dulce tradicional mexicano hecho con tamarindo, azúcar, agua y jugo de limón.

## Aportes nutricionales[2]
La pulpa de tamarindo contiene vitaminas y minerales como ácido ascórbico, ácido tartárico, hierro, magnesio, tiamina, betacarotenos, fósforo, potasio, vitamina C, calcio, carbohidratos, grasas, proteínas, fibras, y flavonoides. Sus propiedades médicas son las siguientes:
- Es un laxante, pues ayuda a combatir el estreñimiento.
- Fortalecen huesos y dientes.
- Disminuye el colesterol.
- Limpia los riñones e hígado.